# Friedrich Christian Vogel

Friedrich Christian Vogel um 1860

Friedrich Christian Karl Vogel (* 17. März 1800 in Neuhütte; † 26. März 1882 in Siegen) war ein Wittgensteiner Pfarrer, Schriftsteller, Dichter und Politiker.

## Leben

Pfarrhaus in Feudingen vor 1900

Nach der Grundschule in Straßebersbach und Privatunterricht zur Vorbereitung auf die Lateinschule bei einem Pfarrer besuchte Friedrich Christian Vogel seit 1812 oder 1813 für etwa sechs Jahre das Pädagogium Dillenburg. Anschließend wechselte er zum Studium der Theologie an die Hohe Schule Herborn. Sein Studium wurde wie auch das Studium dort seines Bruders Christian Daniel Vogel durch die Möller’sche Stipendiumstiftung, gegründet durch Pfarrer Johann Friedrich Möller (1688 – 1756), gefördert. Nach dessen Abschluss erhielt er zunächst im Juni 1823 eine Stelle als Hilfsprediger in Fischelbach. Seit dem 16. November 1823 war er dort Pfarrer. Vom 28. März 1830 bis zu seiner Emeritierung am 1. Oktober 1873 hatte er die Pfarrstelle in Feudingen inne. Als Befürworter der Union der evangelischen Kirchen setzte er sich für die Etablierung der neuen Kirchenordnung mit ihrer Agende ein. Auf der ersten Kirchensynode von 1835 wurde er zum Synodalassessor (Scriba) gewählt. Diese seine Wahl wurde in den Kreissynoden 1840 – 1847 bestätigt. 1842 wurde er zum Assessor des Superintendenten der Diöcese Wittgenstein Pfarrer Schmidt aus Laasphe gewählt. Unter dem Patronat des Fürsten von Sayn-Wittgenstein-Hohenstein stehend, hielt er regelmäßig im Wechsel mit dem Hofprediger, der ihn in Feudingen vertrat, den Gottesdienst in der Schlosskirche. Zudem war er Schulinspektor. Seine Verabschiedung erfolgte auf der Synode von 1874. Im Ruhestand lebte er in Siegen. 
Vogel betätigte sich schriftstellerisch und dichterisch. Er war der Verfasser des ersten und recht umfangreichen Wüstungsverzeichnisses für das Wittgensteiner Land, einer der ältesten Schriften zur Wittgensteiner Landeskunde. Weitere Schriften, insbesondere Gedichte, verfasste er unter seinem Pseudonym Rübald (vom) Lindenrain. 
1848 wurde Vogel in der Provinz Westfalen im 9. Wahlbezirk (Kreis Wittgenstein, Kreis Siegen, Amt Kirchhunden) zum Stellvertreter des Abgeordneten Gustav von Mevissen zu Dülken in die Frankfurter Nationalversammlung gewählt.

## Familie

Friedrich Christian Vogel und Marianne Vogel geb. Jung um 1860

Friedrich Christian Vogel entstammte einer alten nordhessischen Försterfamilie. Seine Eltern waren der Oberförster in Neuhütte Ludwig Heinrich Vogel (1760–1821) und die Bauerstochter Margareta Elisabeth Vogel geb. Nassau aus Eibelshausen. Sein Großvater war ebenfalls Förster in Neuhütte. Seine Urgroßeltern waren der Förster auf der Neuhütte bei Straßebersbach Johann Peter Vogel und eine Tochter des vormaligen Försters auf der Neuhütte mit Familiennamen Debus. Sein Ururgroßvater Johann Heinrich Vogel (1672–1758) war Küchenjäger bei den Freiherren von Dörnberg auf Schloss Herzberg.
Friedrich Christian Vogel hatte noch neun Geschwister, fünf Brüder und vier Schwestern, von denen fünf früh starben. Sein ältester Bruder war Christian Daniel Vogel, Pfarrer in Kirberg und bekannter Nassauischer Geschichtsschreiber. Sein Bruder Justus Vogel (1795–1865) war Oberförster in Weilburg.
Am 30. November 1826 heiratete er in Steinbrücken Marianne Karoline Jung (1807–1878), Tochter des Hütteninspektors Johann Jakob Jung und der Katharina Amalie Jung geb. Becker (1782–1850). Aus der Ehe gingen acht Kinder hervor, Rudolf (1827–1904), Dr. med. und Sanitätsrat in Siegen, Thusnelde (1829–1896), verheiratet mit dem Siegener Kaufmann Gustav Schleifenbaum, Kunigunde (1831–1900), verheiratet mit Engelbert Schmidt, Reinhold (1833–1870), Stabsarzt, gefallen vor Orléans, Ottmar I (1835–1837), Ottmar II (1839–1876), Hüttendirektor in Thale, Mathilde (1842–1908), verheiratet mit Georg Becker, Pfarrer, und Alwine (1846–1930), verheiratet mit August Klein, Fabrikant in Dahlbruch.

## Auszeichnungen
- Roter Adlerorden 4. Klasse, 1873

## Schriften
- Historisch-topographische Nachrichten und Andeutungen über ausgegangene Ortschaften, Höfe etc. im Wittgensteinischen. In: Intelligenz-Blatt für die Kreise Siegen, Wittgenstein und Altenkirchen, Jahrgang 25, 1847, Nr. 1 – 4.
- Zahlreiche weitere Schriften, insbesondere Gedichte, unter seinem Pseudonym Rübald (vom) Lindenrain im Intelligenz-Blatt für die Kreise Siegen, Wittgenstein und Altenkirchen.